# Шандыаша
Шандыаша (каз. Шаңдыаша, до 2009 г. — Нововведенка) — упразднённое село в Каргалинском районе Актюбинской области Казахстана. Входило в состав Алимбетовского сельского округа. Код КАТО — 154035400. Упразднено в 2018 году.

## Население
В 1999 году население села составляло 194 человека (97 мужчин и 97 женщин). По данным переписи 2009 года в селе проживало 105 человек (66 мужчин и 39 женщин).